# Edwin van der Sar
Edwin van der Sar (prononcé en néerlandais : [ˈɛtʋɪɱ vɑn dər ˈsɑr]), né le 29 octobre 1970 à Voorhout aux Pays-Bas, est un ancien footballeur international néerlandais qui a évolué au poste de gardien de but entre 1990 et 2011. Auteur d'excellentes saisons avec Manchester United entre 2005 et 2011, il a été élu meilleur gardien de club européen à quatre reprises. Van der Sar est le deuxième recordman du nombre de sélections (130) avec les Pays-Bas tout juste derrière Wesley Sneijder. Il a rechaussé les crampons le 11 mars 2016 pour prêter main-forte à son club formateur le VV Noordwijk. Il fait partie du Club van 100. De 2016 à 2023, Il occupe le poste de CEO (directeur général) au sein de l'Ajax Amsterdam,.

## Biographie

### Ajax Amsterdam
La carrière professionnelle d'Edwin van der Sar débute à l'Ajax Amsterdam, avec laquelle il dispute neuf rencontres lors de sa vingtième année. Après une saison blanche, il retrouve sa place en 1992. Il découvre la coupe d'Europe le 19 octobre 1992, à l'occasion d'une rencontre de Coupe UEFA face au Vitória Guimarães. Son équipe s'impose par trois buts à zéro ce jour-là. Il dispute 19 matchs de championnat et gagne définitivement ses galons de titulaire. Grâce à sa grande taille (1,97 m), il règne dans les airs et sécurise sa défense lors des phases aériennes. Il apporte la sérénité défensive qui permet à son club de gagner quatre titres de champion des Pays-Bas, trois coupes nationales et surtout la Ligue des champions 1995. Il devient alors une véritable référence mondiale.

### Juventus Turin
Sa carrière de club se poursuit en 1999 à la Juventus Turin où il devient le premier gardien étranger à défendre les buts de la Vieille Dame. Toutefois, critiqué par certains supporters pour avoir commis de grossières erreurs, il ne remporte aucun titre avec le club et se voit même poussé dehors par le futur meilleur gardien du monde 2006 : Gianluigi Buffon. Au total, il prend part à 88 rencontres toutes compétitions confondues sous les couleurs de la Juve.

### Fulham FC
Appelé par l'entraîneur Jean Tigana, van der Sar signe à Fulham en 2001 pour un montant de 7,1 millions d'euros. Il joue son premier match pour Fulham le 19 août 2001, lors de la première journée de la saison 2001-2002 de Premier League contre Manchester United. Il est titularisé et son équipe s'incline par trois buts à deux. Dans ce modeste club anglais avec lequel il ne participe qu'une fois à la Coupe UEFA, il ne parvient pas à retrouver son meilleur niveau. 
La période faste connue avec l'Ajax d'Amsterdam lui manque alors : « J’allais voir Chelsea jouer en Ligue des champions. Contre le Bayern, j’observais Oliver Kahn s’échauffer en pensant “Je faisais la même chose avant” et “qu’est-ce que je pourrais faire pour rejouer la C1 ?”. Vous espérez que quelqu’un vous offre l’opportunité de revivre ça en sachant qu’à Fulham, ce sera impossible... ». Edwin van der Sar quitte le club londonien en 2005.

### Manchester United
Le gardien néerlandais signe par la suite à Manchester United pour un montant estimé aux alentours de deux millions de livres sterling (2,5 millions d'euros), somme dont le montant exact n'a pas été rendu public. Plus tard Alex Ferguson estime qu'il aurait dû le recruter dès 1999 pour préparer la succession de Peter Schmeichel. Il joue son premier match sous ses nouvelles couleurs le 13 août 2005, lors de la première journée de la saison 2005-2006 de Premier League face à l'Everton FC, à Goodison Park. Il est titularisé et son équipe s'impose par deux buts à zéro. Van der Sar garde ses cages inviolées jusqu'à la quatrième journée de championnat, le 10 septembre suivant, lors du Derby de Manchester face à Manchester City où il encaisse un but de Joey Barton. La rencontre se termine sur un match nul (1-1).
L'arrivée dans l'effectif mancunien représente un nouveau défi pour van der Sar. Il retrouve son meilleur niveau et redevient un des gardiens de but les plus talentueux de la scène internationale. À Manchester, il acquiert rapidement le surnom de van der save. Fort de son expérience et d'un impressionnant palmarès, il est incontestablement un joueur clé pour l'équipe.
Le 5 mai 2007, van der Sar se met en évidence lors du Derby de Manchester face à Manchester City en détournant un penalty de Darius Vassell, permettant ainsi à son équipe de préserver son but d'avance et de remporter la partie (0-1). À l'issue de la saison 2006-2007, il figure pour la première fois dans l'équipe-type de la saison de Premier League. 
Lors du Community Shield 2007 opposant Chelsea à Manchester United, Edwin van der Sar réalise l'exploit unique d'arrêter les trois tirs au but des Blues et permet aux Red Devils de remporter leur premier titre de la saison.
Van der Sar arrête le dernier tir au but de Nicolas Anelka lors de la finale de la Ligue des champions 2008 qui permet à Manchester United de remporter sa troisième coupe aux grandes oreilles, aux dépens de Chelsea, la seconde personnelle du gardien néerlandais après celle de 1995 avec l'Ajax Amsterdam.
Le 12 décembre 2008, van der Sar prolonge son contrat avec Manchester United, le gardien de 38 ans étant alors lié au club jusqu'en juin 2010.
Durant la saison 2008-2009, Edwin van der Sar reste invaincu pendant 1311 minutes en championnat d’Angleterre, ce qui est à ce jour un record outre-Manche.
En février 2010, le club mancunien annonce la prolongation de son contrat jusqu'en juin 2011. En janvier 2011, van der Sar annonce que la saison en cours est sa dernière.
Auteur d'une très bonne saison avec les Red Devils, il est nommé dans l'équipe type de Premier League 2010-2011. Le 28 mai 2011, il joue son centième match de Ligue des champions lors de la finale perdue face au FC Barcelone (3-1), il s'agit par ailleurs du dernier match de sa carrière.

### Sélection néerlandaise
Âgé de 23 ans, il est retenu par Guus Hiddink, le sélectionneur de l'équipe nationale des Pays-Bas pour la Coupe du monde 1994 mais ne participe à aucun match, Ed de Goey lui étant préféré pour garder les cages des Oranjes. Il doit attendre le 7 juin 1995 pour honorer sa première sélection avec les Pays-Bas face à la Biélorussie (défaite 1-0 des Pays-Bas). 
Il s'impose comme un titulaire à partir de 1996, et est dans les cages lors des trois éliminations successives lors des tirs au but en compétitions majeures (Euro 1996, Coupe du monde 1998 et Euro 2000). La sélection néerlandaise ne se qualifie cependant pas pour le Mondial 2002, ce dernier étant le seul tournoi officiel auquel van der Sar n'a pas participé.
Van der Sar est titulaire dans les buts des Pays-Bas lors de l'Euro 2004. Il se distingue lors des quarts de finale face à la Suède où son équipe s'impose durant la séance de tirs au but, où il arrête le pénalty d'Olof Mellberg et l'équipe néerlandaise se qualifie pour les demi-finales. Les Oranje affrontent le Portugal lors du tour suivant et s'incline par deux buts à un.
Le 29 octobre 2007, jour de ses 37 ans, il annonce sur l'antenne de la radio néerlandaise Radio 538 qu'il met un terme à sa carrière en sélection nationale après l'Euro 2008. Quatre mois après l'Euro, Bert van Marwijk fait appel au gardien néerlandais pour faire face à la pénurie de gardien pour deux matchs de qualification à la Coupe du monde 2010.
Entre 1995 et 2008, van der Sar porte le maillot des Oranje à 130 reprises, ce qui fait de lui le recordman de sélections jusqu'à ce que Wesley Sneijder ne batte ce record en 2017.

### Reconversion
Le 19 novembre 2012, Edwin van der Sar est nommé directeur marketing de l'Ajax Amsterdam. À partir de là, il occupe ensuite différents postes dans le club, avant de devenir directeur général, poste qu'il quitte en mai 2023.
En mars 2016, son club formateur (VV Noordwijk) de quatrième division fait appel à lui de façon exceptionnelle à la suite d'une blessure de son gardien titulaire sans remplaçant. À 45 ans, il répond par l'affirmative à son ancienne équipe après l'aval dérogatif de la Fédération néerlandaise. Il joue son premier match officiel depuis sa retraite, prise après la finale de Ligue des Champions perdue contre le FC Barcelone en 2011. Il arrête un penalty durant ce match, mais le résultat final est nul (1-1).

## Statistiques
| Club                 | Saison         | Championnat | Championnat | Coupe nationale | Coupe nationale | Coupe de la Ligue | Coupe de la Ligue | Coupe d'Europe | Coupe d'Europe | Coupe d'Europe | Autres | Autres | Total  | Total |
| Club                 | Saison         | Matchs      | Buts        | Matchs          | Buts            | Matchs            | Buts              | Coupe          | Matchs         | Buts           | Matchs | Buts   | Matchs | Buts  |
| -------------------- | -------------- | ----------- | ----------- | --------------- | --------------- | ----------------- | ----------------- | -------------- | -------------- | -------------- | ------ | ------ | ------ | ----- |
| Ajax Amsterdam       | 1990-1991      | 9           | 0           | -               | -               | -                 | -                 | -              | -              | -              | -      | -      | 9      | 0     |
| Ajax Amsterdam       | 1991-1992      | 0           | 0           | -               | -               | -                 | -                 | -              | -              | -              | -      | -      | 0      | 0     |
| Ajax Amsterdam       | 1992-1993      | 19          | 0           | 3               | 0               | -                 | -                 | C3             | 3              | 0              | -      | -      | 25     | 0     |
| Ajax Amsterdam       | 1993-1994      | 32          | 0           | 4               | 0               | -                 | -                 | C2             | 6              | 0              | 1      | 0      | 43     | 0     |
| Ajax Amsterdam       | 1994-1995      | 33          | 0           | 3               | 0               | -                 | -                 | C1             | 11             | 0              | 1      | 0      | 48     | 0     |
| Ajax Amsterdam       | 1995-1996      | 33          | 0           | 2               | 0               | -                 | -                 | C1             | 11             | 0              | 4      | 0      | 50     | 0     |
| Ajax Amsterdam       | 1996-1997      | 33          | 0           | 1               | 0               | -                 | -                 | C1             | 10             | 0              | 1      | 0      | 45     | 0     |
| Ajax Amsterdam       | 1997-1998      | 33          | 1           | 5               | 0               | -                 | -                 | C1             | 8              | 0              | -      | -      | 46     | 1     |
| Ajax Amsterdam       | 1998-1999      | 34          | 0           | 5               | 0               | -                 | -                 | C1             | 6              | 0              | 1      | 0      | 46     | 0     |
| Ajax Amsterdam       | Total          | 226         | 1           | 23              | 0               | -                 | -                 | -              | 55             | 0              | 8      | 0      | 312    | 1     |
| Juventus Turin       | 1999-2000      | 32          | 0           | 3               | 0               | -                 | -                 | CI+C3          | 3+8            | 0              | -      | -      | 46     | 0     |
| Juventus Turin       | 2000-2001      | 34          | 0           | 2               | 0               | -                 | -                 | C1             | 6              | 0              | -      | -      | 42     | 0     |
| Juventus Turin       | Total          | 66          | 0           | 5               | 0               | -                 | -                 | -              | 17             | 0              | -      | -      | 88     | 0     |
| Fulham FC            | 2001-2002      | 37          | 0           | 4               | 0               | -                 | -                 | -              | -              | -              | -      | -      | 41     | 0     |
| Fulham FC            | 2002-2003      | 19          | 0           | -               | -               | -                 | -                 | CI+C3          | 5+6            | 0              | -      | -      | 30     | 0     |
| Fulham FC            | 2003-2004      | 37          | 0           | 6               | 0               | -                 | -                 | -              | -              | -              | -      | -      | 43     | 0     |
| Fulham FC            | 2004-2005      | 34          | 0           | 5               | 0               | 1                 | 0                 | -              | -              | -              | -      | -      | 40     | 0     |
| Fulham FC            | Total          | 127         | 0           | 15              | 0               | 1                 | 0                 | -              | 11             | 0              | -      | -      | 154    | 0     |
| Manchester United FC | 2005-2006      | 38          | 0           | 2               | 0               | 3                 | 0                 | C1             | 8              | 0              | -      | -      | 51     | 0     |
| Manchester United FC | 2006-2007      | 32          | 0           | 3               | 0               | -                 | -                 | C1             | 12             | 0              | -      | -      | 47     | 0     |
| Manchester United FC | 2007-2008      | 29          | 0           | 4               | 0               | -                 | -                 | C1             | 10             | 0              | 1      | 0      | 44     | 0     |
| Manchester United FC | 2008-2009      | 33          | 0           | 2               | 0               | -                 | -                 | C1             | 10             | 0              | 4      | 0      | 49     | 0     |
| Manchester United FC | 2009-2010      | 21          | 0           | -               | -               | 2                 | 0                 | C1             | 6              | 0              | -      | -      | 29     | 0     |
| Manchester United FC | 2010-2011      | 33          | 0           | 2               | 0               | -                 | -                 | C1             | 10             | 0              | 1      | 0      | 46     | 0     |
| Manchester United FC | Total          | 186         | 0           | 13              | 0               | 5                 | 0                 | -              | 56             | 0              | 6      | 0      | 266    | 0     |
| -                    | Total carrière | 605         | 1           | 56              | 0               | 6                 | 0                 | -              | 139            | 0              | 14     | 0      | 820    | 1     |

## Palmarès

### En club
- Vainqueur de la Coupe Intercontinentale en 1995 avec l'Ajax Amsterdam
- Vainqueur de la Coupe du Monde des Clubs en 2008 avec Manchester United
- Vainqueur de la Supercoupe d'Europe en 1995 avec l'Ajax Amsterdam
- Vainqueur de la Ligue des Champions en 1995 avec l'Ajax Amsterdam et 2008 avec Manchester United
- Vainqueur de la Coupe UEFA en 1992 avec l'Ajax Amsterdam
- Champion des Pays-Bas en 1994,  1995, 1996 et 1998 avec l'Ajax Amsterdam
- Champion d'Angleterre en 2007, 2008, 2009 et  2011 avec Manchester United
- Vainqueur de la Coupe des Pays-Bas en 1993, 1998 et 1999 avec l'Ajax Amsterdam
- Vainqueur de la League Cup en 2006 avec Manchester United
- Vainqueur de la Supercoupe des Pays-Bas en 1993, 1994 et 1995 avec l'Ajax Amsterdam
- Vainqueur du Community Shield en 2007, 2008 et 2010 avec Manchester United
- Vainqueur de la Coupe Intertoto en 1999 avec la Juventus Turin et en 2002 avec Fulham
- Finaliste de la Supercoupe d'Europe en 2008 avec Manchester United
- Finaliste de la Ligue des champions en 1996 avec l'Ajax Amsterdam, en 2009 et 2011 avec Manchester United
- Vice-champion d'Angleterre en 2006 et 2010 avec Manchester United
- Vice-champion d'Italie en 2000 et 2001 avec la Juventus Turin
- Finaliste de la Coupe d'Angleterre en 2007 avec Manchester United

### Distinctions individuelles
- Élu meilleur gardien du Championnat des Pays-Bas en 1994, 1995, 1996, 1997 et 1998
- Élu meilleur gardien de Premier League en 2009
- Élu meilleur gardien européen de l'année par l'UEFA en 1995, 2008, 2009 et 2010
- Élu par l'UEFA meilleur gardien de club européen en 1995 et 2009
- Élu meilleur gardien de la Ligue des Champions en 2009
- Élu homme du match de la Finale de la Ligue des champions de l'UEFA 2007-2008
- Membre de l'équipe-type du Championnat d'Europe des Nations en 2008
- Membre de l'équipe-type de Premier League en 2007, 2009 et 2011
- Fait officier de l'Ordre d'Orange-Nassau le 5 juin 2010

### Records
- Joueur le plus âgé à être apparu en finale de la Ligue des champions (40 ans et 211 jours)
- Joueur le plus âgé à avoir remporté le championnat d'Angleterre (40 ans et 205 jours)
- Deuxième joueur le plus sélectionné avec les Pays-Bas (130 sélections), derrière Wesley Sneijder
- Record d'invincibilité en Premier League (1311 minutes en 2008-2009)
- Premier joueur non britannique en activité à plus de 40 ans en Premier League
- Premier gardien à avoir gardé sa cage inviolée durant 50 matchs de Ligue des champions.[réf. nécessaire]